# Wanagiri Kauh
Wanagiri Kauh is een bestuurslaag in het regentschap Tabanan van de provincie Bali, Indonesië. Wanagiri Kauh telt 1590 inwoners (volkstelling 2010).